# 뤼실 랑동
뤼실 랑동(Lucile Randon, 1904년 2월 11일 ~ 2023년 1월 17일)은 프랑스의 수녀이자 슈퍼센티네리언이다. 유럽에서는 잔 칼망에 이어 두 번째로 장수한 인물이며, 세계적으로는 역대 4번째로 장수한 인물이다. 2024년 1월 17일에 119세 생일 한달 앞두고 118세 나이로 사망했다.

## 개요
본래 위그노 가정에서 태어나 개신교 모태신앙을 가졌으나, 19세가 되는 해인 1923년을 기점으로 천주교로 개종, 이어서 1944년 '성 빈첸시오 아 바오로 사랑의 딸회'에 입회하여 수녀로서의 인생을 시작하게 되었다. 청년 시절에는 가정 교사로 일한 그는 수녀가 된 뒤에는 프랑스 중부의 소도시 비시의 한 병원에 발령을 받아 31년 동안 의료진으로 일했다.

## 상세
프랑스인과 전 인류를 통틀어 가장 오래 살은 잔 루이즈 칼망 버금갈 정도로 오래 생존했으며, 일전 기록인 다나카 가네보다 1년 가량 늦게 출생했다. 시인 이육사와 동갑내기이며 구인회보다 3년, 이병철보다 6년, 박정희 전 대통령보다 13년, 김종필 전 국무총리보다 22년, 송해보다 23년, 지미 카터 전 미합중국 대통령보다 20년 먼저 출생했다. 1904년에는 러일전쟁이 발발하고 조선에선 아직 고종이 재위하고 있었다. 제1차 세계 대전 발발 당시 이미 10대 초중반이었으며 1940년 프랑스 침공 당시엔 30대 중반(36세)의 나이였을 정도로 나이가 많았다.
본래 위그노 가정에서 태어나 개신교 모태신앙을 가졌으나, 19세가 되는 해인 1923년을 기점으로 천주교로 개종, 이어서 1944년 '성 빈첸시오 아 바오로 사랑의 딸회(Daughters of Charity of Saint Vincent de Paul)'에 입회하여 수녀로서의 인생을 시작하게 되었다.
청년 시절에는 가정 교사로 일한 그는 수녀가 된 뒤에는 프랑스 중부의 소도시 비시의 한 병원에 발령을 받아 31년 동안 의료진으로 일했다.
은퇴 후 지중해에 면한 항구도시 툴롱의 양로원으로 터전을 옮긴 그는 그곳에서 기도와 식사, 이따금 찾아오는 주민들과의 만남 등으로 이뤄진 규칙적인 생활을 했다. 오랫동안 유럽 최고령자로 유명했던 만큼 편지도 많이 받았는데, 받은 편지에는 거의 일일이 답장을 해줬다고 한다.
| 이전 다나카 가네 | 세계최고령자 2022년 4월 19일 ~ 2023년 1월 17일 | 이후 마리아 브라냐스 모레라 |

| 이전 마리아 주세파 로부치 | 유럽최고령자 2019년 6월 18일 ~ 2023년 1월 17일 | 이후 마리아 브라냐스 모레라 |

| 이전 마리 이사벨 디아즈 | 프랑스 최고령자 2017년 10월 19일 ~ 2023년 1월 17일 | 이후 마리-로즈 테시에 |

| 이전 마리아 주세파 로부치 | 세계 수녀 최고령자 2017년 10월 19일 ~ 2023년 1월 17일 | 이후 이나 카나바로 루카스 |

## 같이 보기
- 최장수인
- 엠마 모라노
- 다지마 나비
- 잔 칼망